# Tops (canción)
«Tops» —en español: «Cima»— es una canción escrita por Mick Jagger y Keith Richards para la banda de rock The Rolling Stones, se encuentra incluida en el disco Tattoo You del año 1981.

## Historia
La canción surge originalmente en las sesiones de grabación del disco Goats Head Soup a finales de 1972 y comienzos de 1973 , fue desechada y retomada nuevamente en las sesiones del disco Emotional Rescue en el año 1979 donde tampoco fue incluida. Tops finalmente sería incorporada a la lista de canciones del álbum Tattoo You. Esta es una de las dos canciones del disco en donde Mick Taylor participa con la guitarra, la otra es «Waiting on a Friend».
La canción fue grabada en los Dynamic Sound Studios en Kingston, Jamaica, en el Village Recorders de Los Ángeles, en Pathé Marconi Studios París, Francia, y en los Electric Ladyland & Atlantic Studios Nueva York.

## Personal
Acreditados:
- Mick Jagger: voz.
- Keith Richards: guitarra eléctrica, coros.
- Mick Taylor: guitarra eléctrica.
- Bill Wyman: bajo.
- Charlie Watts: batería.
- Nicky Hopkins: piano.